# Varano (Mori)
Varano è una frazione del comune di Mori in Trentino.

## Storia

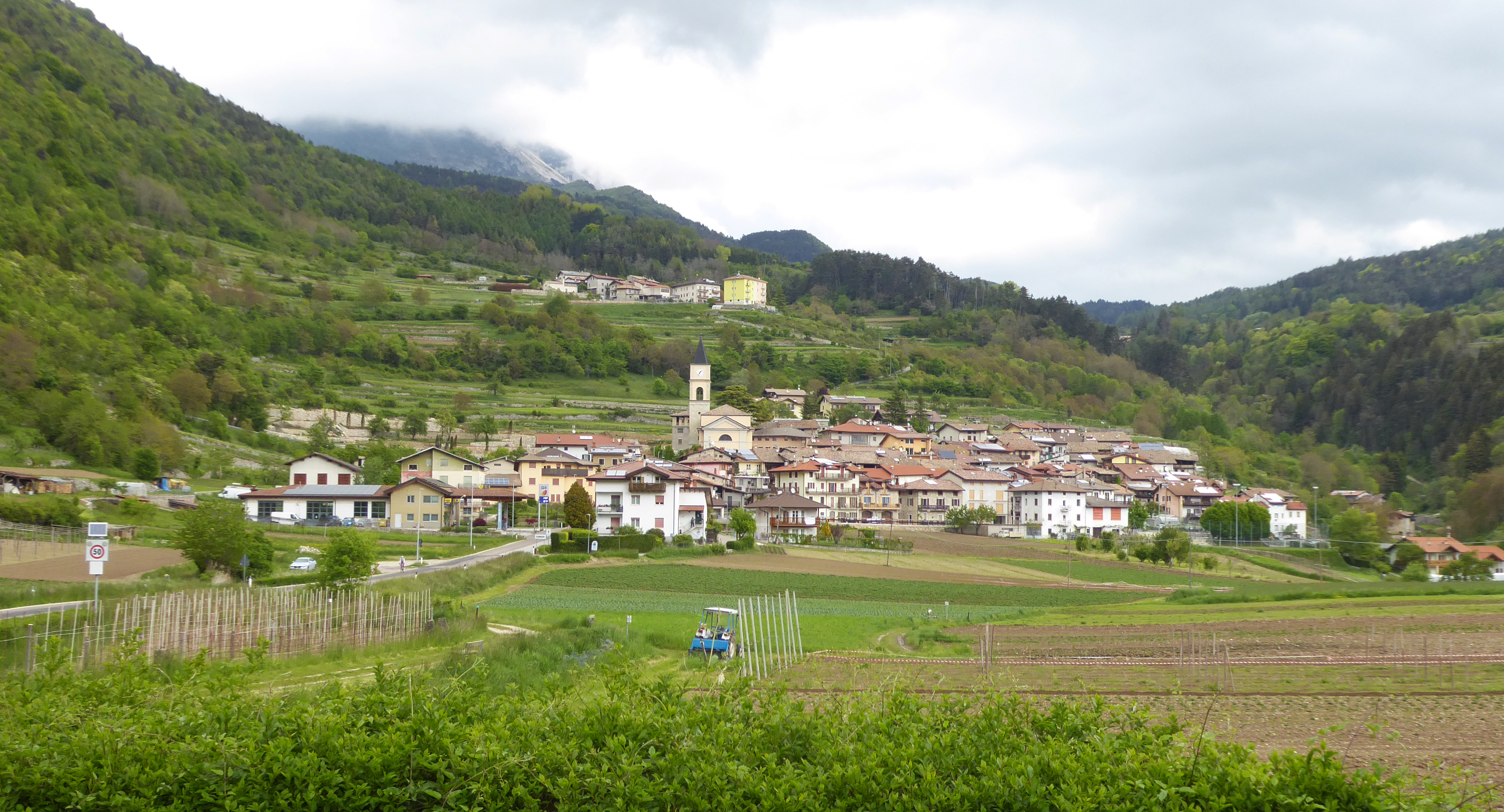
Abitati di Pannone, in primo piano, e Varano

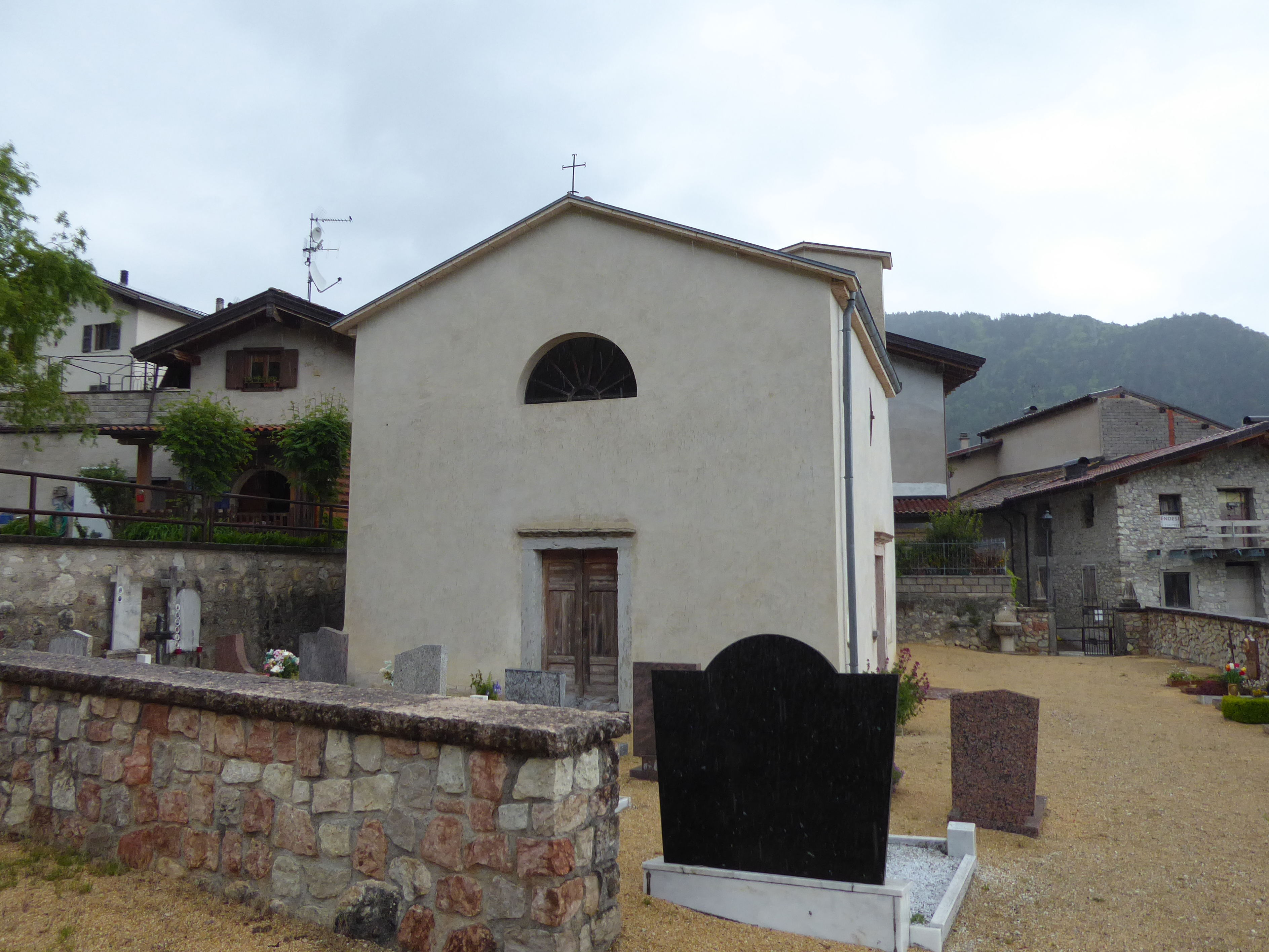
Chiesa dei Santi Fabiano e Sebastiano

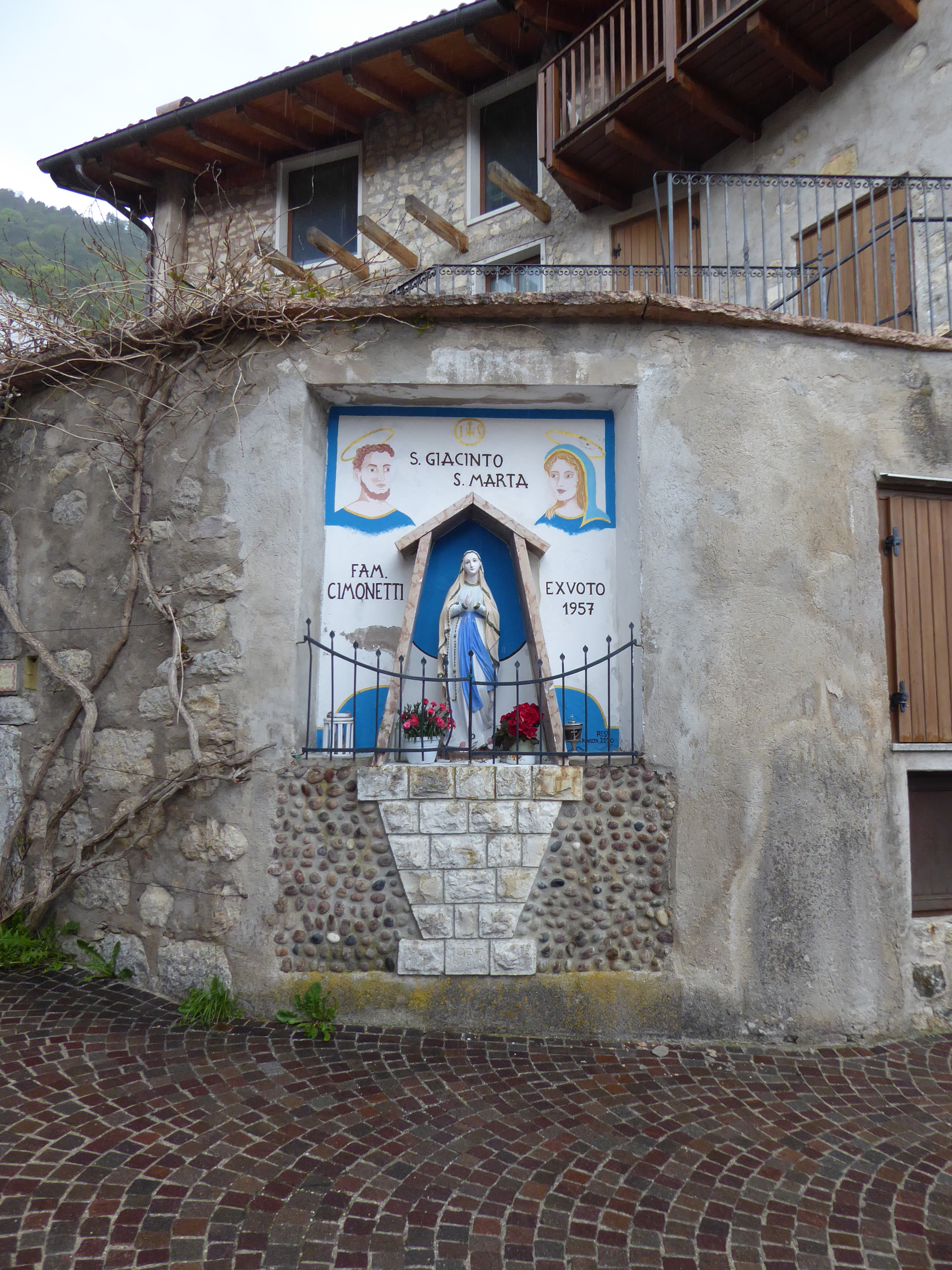
Capitello votivo

Pur essendo la più piccola frazione della Val di Gresta territorio ha una storia antica e la sua chiesa risale al XVI secolo. Durante la prima guerra mondiale tutto il suo territorio con la vicina frazione di Pannone venne completamente militarizzato.

## Descrizione
Il piccolo centro abitato si trova in Val di Gresta nella parte nord-occidendale del comune di Mori ed è un tipico insediamento di media montagna (a 862 metri di altitudine) con territorio a gradoni.

## Monumenti e luoghi d'interesse

### Architetture religiose
- Chiesa dei Santi Fabiano e Sebastiano, documentata dal 1537[5][3]
- Cimitero.[3]

### Architetture militari
- Castelletto sul Grom di Varano, ridotto in ruderi.[2]

## Economia
L'economia locala è principalmente agricola. Durante il XIX secolo nel territorio era attiva una fabbrica di coppi.